# Folkspraak
El folkspraak (de folk "poble", "gent" i spraak "llengua") és un idioma artifical basat en les llengües germàniques, de les quals es pretén que sigui una mena de barreja. Hauria de ser fàcilment comprensible per als més de 400 milions de persones que les tenen com a llengua materna i els molts d'altres com a segona (especialment l'anglès com a llengua de negocis).
Actualment hi ha diversos 'dialectes' del folkspraak, corresponents a les diverses 'versions' de com la llengua hauria de ser segons cada grup o persona. Aquestes divergències afecten totes les àrees del llenguatge, incloent-hi la gramàtica, el lèxic i l'ortografia. El fet que no hi hagi consens sobre com escriure el nom de la pròpia llengua il·lustra aquest darrer aspecte: A banda de "folkspraak", hom proposa també "folksprák", "folksprahk", "folksprak", i versions amb guió com ara "folk-Spraak".
Malgrat tot, hom treballa per aconseguir alguna mena de consens, que acabi conduint a una "versió oficial". És notable el fet que la majoria de dialectes proposats tendeixen a semblar una mena de neerlandès o baix alemany influït per l'anglès, i, en menor mesura, les llengües escandinaves. Aquest fet sembla raonable puix que així hom deixa de banda la segona mutació consonàntica que separà l'alt alemany de la resta de llengües germàniques, i l'enorme allau de mots llatins i francesos que diluïren l'essència germànica del vocabulari anglès.
| Folksprak (Boksprak)                 | Fůlkspræk (Orsprak)                  |
| Onser Fader in de hemmen,            | Ůnsĕr Fadĕr ĭn đă ħemmĕn,            |
| Werde heliged din nam,               | Werđĕ ħạlĭgĕd đin nam,               |
| Kome din rick,                       | Kwe°mĕ đin rikj,                     |
| Gescheje din will,                   | Găskeƕĕ đin wėll,                    |
| Hu in de hemmen, so up de erd.       | Hu ĭn đă ħemmĕn, so ŭp đă erđ.       |
| Gev ons hidag onser daglik brod.     | Geƀ ůns ħidag ůnsĕr dãglĭk brḁđ.     |
| Ond fergev ons onser schuld,         | Ůnđ fĕrgeƀ ůns ůnsĕr skuld,          |
| Hu ok wi fergev dem onser schuldern. | Hu ḁk wi fĕrgeƀ đĕm ůnsĕr skuldĕrĕn. |
| Ond led ons nit in ferseuking,       | Ůnđ led ůns nĭt ĭn fĕrsȍking,        |
| Aver erleus ons af de yvel.          | Aƀĕr ŭtlọs ůns ăf đă ȕbĕl.           |
| (Als din er de rick ond de macht     | (Alns đin ez đă rikj ůnđ đă maħt     |
| Ond de herlikhed in eeighed.)        | Ůnđ đă ħạrlĭkħạd ĭn ạwĭgħạd.)        |
| Amen.                                | Amĕn.                                |